# ロベルト・アルボレダ
ロベルト・アベル・アルボレダ・エスコバル（スペイン語: Robert Abel Arboleda Escobar、1991年10月22日 - ）は、エクアドル・エスメラルダス出身のサッカー選手。カンピオナート・ブラジレイロ・セリエA・サンパウロ所属。エクアドル代表。ポジションはDF。

## 経歴

### クラブ
オルメドの下部組織出身でトップチームに昇格したが、出場機会は無かった。その後、ムニシパル・カニャル、グレシア、LDUロハ、ウニベルシダ・カトリカと国内クラブを渡り歩いた。
2017年6月21日にサンパウロに200万米ドルで移籍。

### 代表
2016年5月26日に行われたアメリカ合衆国代表との親善試合で代表初出場。2キャップ目となった2017年2月22日のホンジュラス代表との親善試合で代表初得点。

## 私生活
幼い頃はロナウド、ロナウジーニョ、ジュニーニョ・ペルナンブカーノといったブラジル代表のスターに憧れていた。
サッカー選手として生きていく道を選ばなかったとしたら警察官になっていたと述べている。

## 代表歴

### 出場大会
- エクアドル代表
  - 2022 FIFAワールドカップ

### 試合数
- 国際Aマッチ 37試合 2得点（2016年-）[4]

| エクアドル代表 | 国際Aマッチ | 国際Aマッチ |
| 年             | 出場        | 得点        |
| -------------- | ----------- | ----------- |
| 2016           | 1           | 0           |
| 2017           | 6           | 1           |
| 2018           | 4           | 0           |
| 2019           | 5           | 0           |
| 2020           | 4           | 1           |
| 2021           | 10          | 0           |
| 2022           | 3           | 0           |
| 2023           | 4           | 0           |
| 2024           |             |             |
| 通算           | 37          | 2           |